# Assassinat d'Abraham Lincoln
Vous lisez un « article de qualité » labellisé en 2009.
L’assassinat d'Abraham Lincoln a eu lieu le 14 avril 1865 à Washington. Le seizième président des États-Unis, Abraham Lincoln, est tué par balle alors qu'il assiste à la représentation de la pièce de Tom Taylor, Our American Cousin (titre français : Lord Dundreary. Notre cousin d'Amérique.), au théâtre Ford en compagnie de son épouse et de deux invités. 
L'assassin de Lincoln, l'acteur et sympathisant de la cause confédérée John Wilkes Booth, a recruté plusieurs complices, dont Lewis Powell et George Atzerodt, qu'il a chargés d'assassiner respectivement le secrétaire d'État William H. Seward et le vice-président Andrew Johnson. Par ce triple meurtre, Booth espère créer le chaos et renverser le gouvernement de l'Union. Malgré la mort de Lincoln, son complot échoue : Powell agresse Seward, mais ce dernier se remet de ses blessures, et Atzerodt, pris de panique, s'enfuit de Washington sans avoir vu Johnson.
La chasse à l'homme est organisée par l'armée sitôt après l'attentat. Powell est arrêté le 17 avril et Atzerodt le 20. Booth et l'un de ses complices, David Herold, après avoir fui les lieux de leur forfait, se retrouvent dans le Maryland et parviennent à échapper à leurs poursuivants jusqu'au 26 avril. Encerclés par l'armée, Herold se rend, mais Booth refuse et est abattu. De nombreux suspects sont arrêtés, mais finalement ce sont sept hommes et une femme qui sont jugés par un tribunal militaire dès le 9 mai 1865. Le 30 juin, tous sont reconnus coupables par la cour, quatre d'entre eux sont condamnés à la peine de mort et exécutés par pendaison, le 7 juillet 1865.

## Protagonistes

### Abraham Lincoln

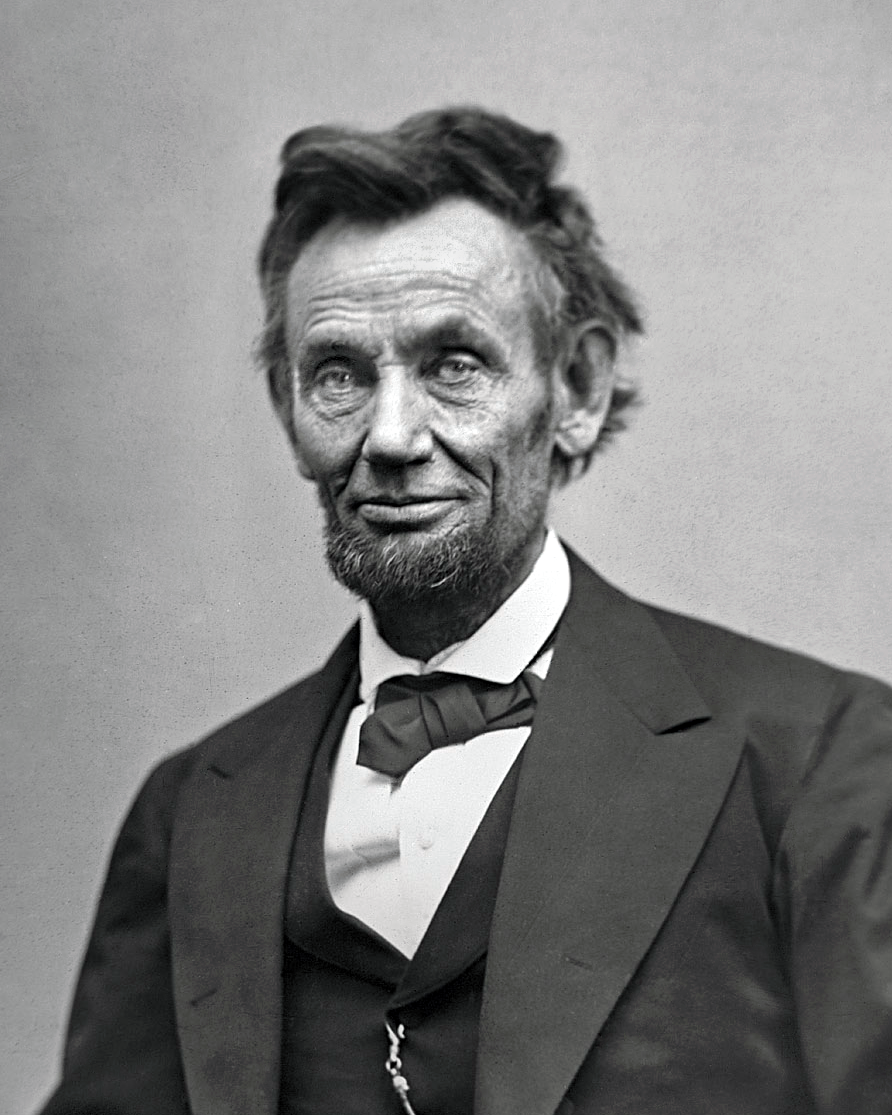
Abraham Lincoln en 1865 photographié par Alexander Gardner.

Abraham Lincoln est un avocat de province dont l'éloquence, reconnue par ses contemporains, lui vaut ses premiers mandats électoraux à la Chambre des représentants de l'Illinois, puis à celle des États-Unis. L’élection de ce républicain abolitionniste à la présidence, en 1860, entraîne la création des États confédérés d'Amérique et, peu après, la guerre de Sécession. Malgré des revers initiaux, l’armée des États-Unis, sous le commandement du général Ulysses S. Grant, prend le dessus. Lincoln rédige en 1863 la proclamation émancipant les esclaves et signe le 13e amendement abolissant l’esclavage. Lors de l'élection présidentielle de 1864, les Démocrates, bien qu'ayant retenu un général comme candidat, George McClellan, font campagne pour la paix entre le Nord et le Sud. Cependant, la situation militaire leur donne tort. Sur le terrain, William Tecumseh Sherman marche inexorablement sur Atlanta et Ulysses S. Grant pousse Robert E. Lee dans ses derniers retranchements autour de Richmond. Dès lors, Il devient clair que la victoire militaire est à portée de main. Le slogan de la campagne de Lincoln et de son colistier Andrew Johnson est on ne peut plus explicite : « Don't change horses in the middle of a stream » (« Ne changez pas de chevaux au milieu du gué »). Les Américains ne s'y trompent pas et ré-élisent Lincoln.

### John Wilkes Booth

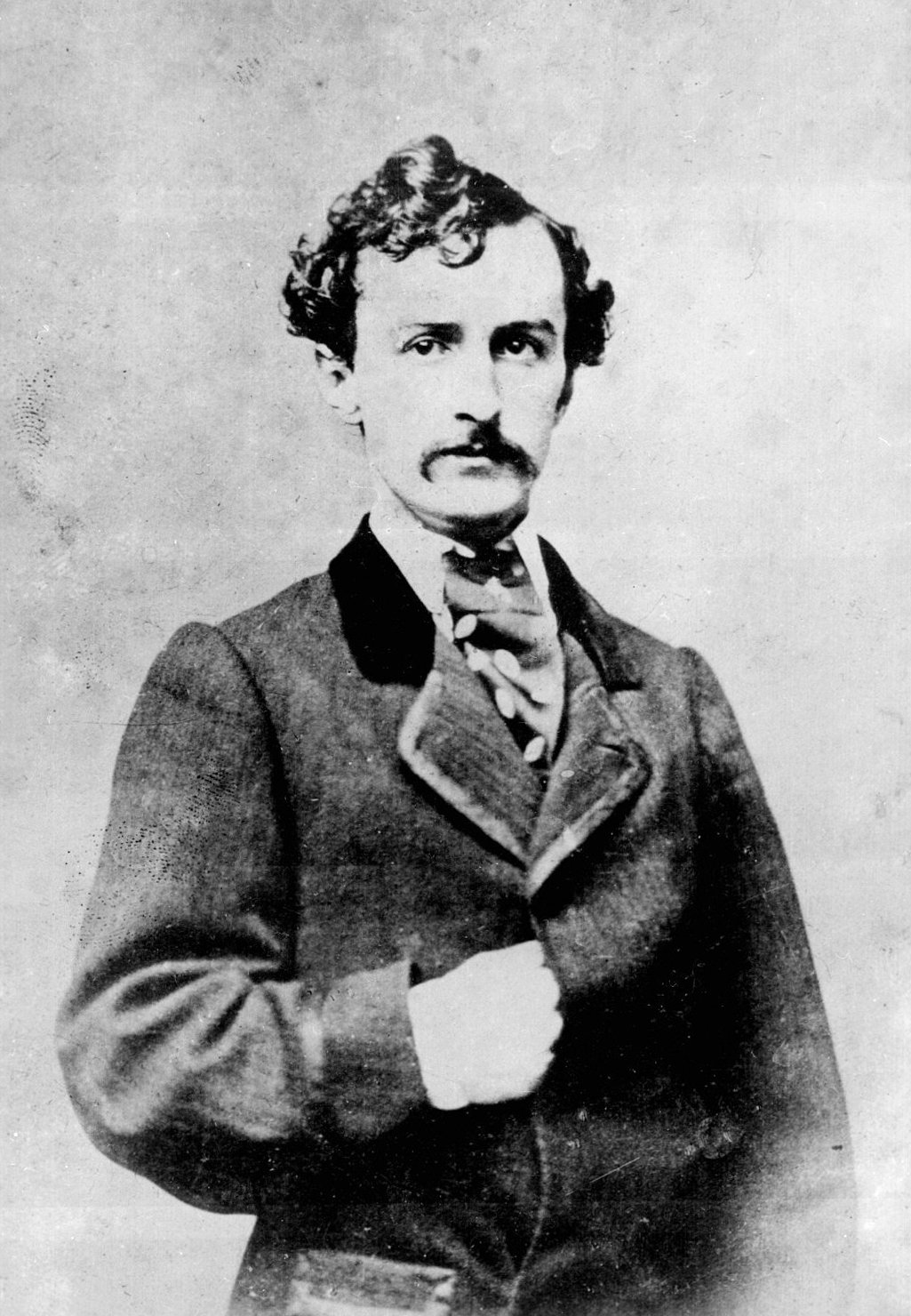
John Wilkes Booth.

John Wilkes Booth est un acteur de théâtre, qui jouit, avant les événements, d'un succès certain et d'articles de presse élogieux. Son talent et sa santé mentale ne sont remis en cause qu'après la conspiration. Il commence à s'intéresser à la chose publique dans les années 1850 et rejoint le parti des Know Nothing, mouvement américain nativiste qui s'oppose à la politique d'immigration vers les États-Unis. Booth est aussi un fervent partisan de l'esclavage. En 1859, il fait partie d'une milice de Virginie qui participe à la capture de l'abolitionniste John Brown, après son raid sur l'arsenal fédéral de Harpers Ferry. Lors de la guerre, selon certaines sources, il travaille pour les services secrets confédérés et rencontre même certains de leurs chefs, Jacob Thompson et Clement Claiborne Clay, à Montréal,. D'autres sources indiquent cependant qu'il n'existe aucune preuve de cette implication des services secrets confédérés, ni d'une rencontre à Montréal.

## Contexte et conspiration

### Échange de prisonniers et projet initial d'enlèvement
Au début de la guerre de Sécession, le gouvernement fédéral refuse toute négociation avec le Sud sur d'éventuels échanges de prisonniers, considérant qu'un État ne peut procéder à ce type de transaction qu'avec un autre État, alors que le Sud n'est qu'une région en rébellion. En 1862, cependant, les généraux des deux camps s'accordent sur des modalités d'échange qui se déroulent souvent immédiatement après chaque bataille, et ne rencontrent pas de problème majeur avant 1863. À partir de cette période, le Nord se fait plus réticent, pour des raisons stratégiques et aussi parce que les Confédérés refusent de livrer les prisonniers afro-américains. Puis, lorsque Ulysses S. Grant devient commandant en chef des armées de l'Union en mars 1864, il suspend tout échange de prisonniers de guerre, tarissant une source de renfort en hommes dont le Sud a cruellement besoin.

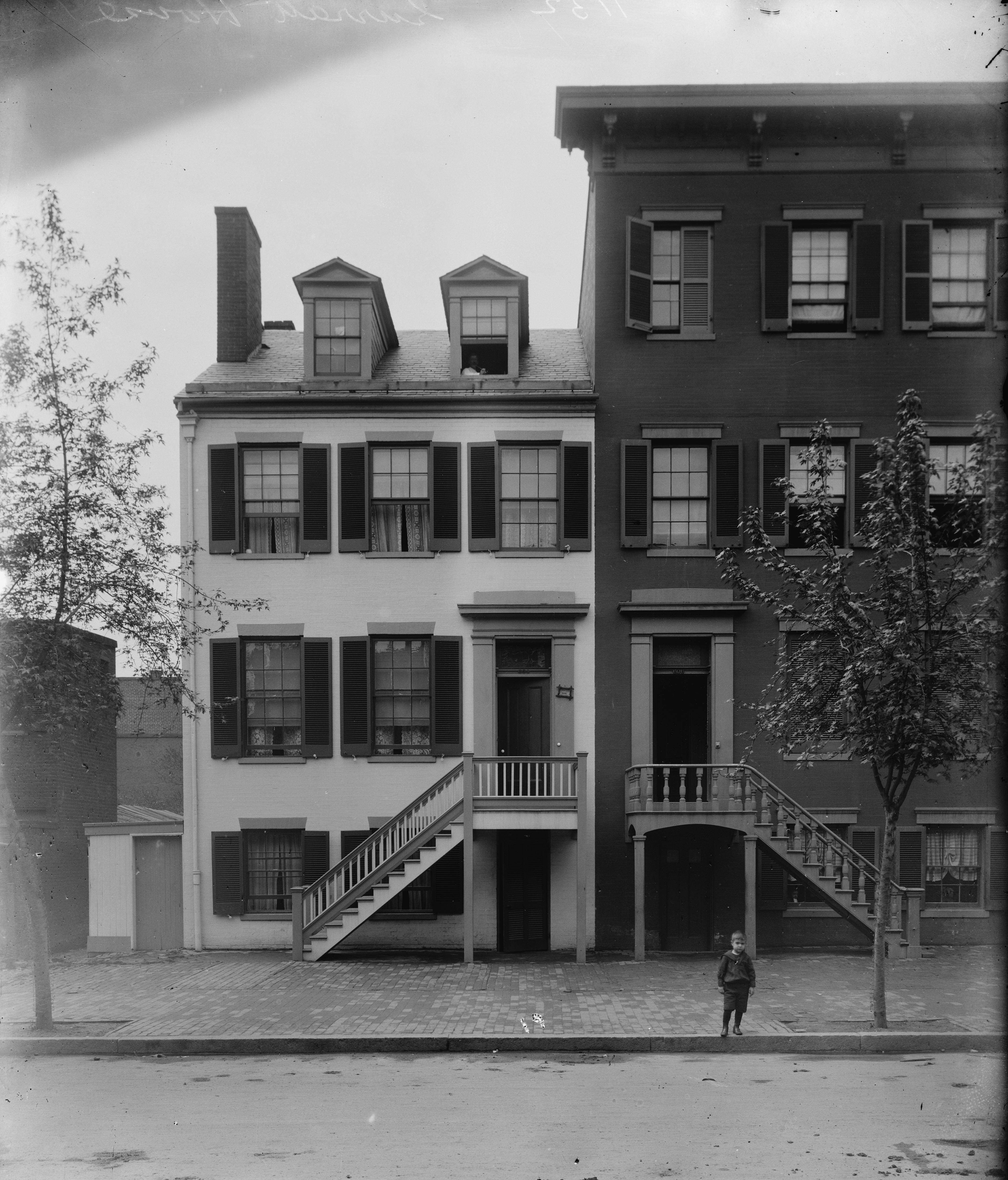
Photographie de la pension de Mary Surratt, lieu de rendez-vous des conjurés (à gauche).
Par Mathew Brady.

C'est alors que John Wilkes Booth élabore un plan d'enlèvement du président Lincoln. Il imagine de l'emmener au Sud comme otage pour forcer le Nord à revenir à sa politique d'échange de prisonniers. À cette fin, Booth met en place un cercle de conspirateurs, recrutant Samuel Arnold, George Atzerodt, David Herold, Michael O'Laughlen, Lewis Powell et John Surratt. La mère de ce dernier, Mary Surratt, quitte sa taverne de Surrattsville dans le Maryland, et ouvre une pension à Washington, où Booth lui rend de nombreuses visites. Les enquêteurs découvriront ensuite que ce déménagement sert son dessein, car il a besoin d'établir une base opérationnelle dans la capitale fédérale.

John Surratt, alors agent des services secrets confédérés, est présenté à John Wilkes Booth par le docteur Samuel Mudd, le 23 décembre 1864 à Washington. Surratt présente à son tour Atzerodt, Powell et Herold à Booth. Atzerodt est un ancien passeur qui a aidé les agents confédérés à franchir le Potomac pendant la guerre. Il a rencontré John Surratt lors d'une de ces traversées clandestines, et ce dernier l'invite dans la pension que tient sa mère Mary à Washington, où il est recruté par Booth. Lewis Powell est un très jeune soldat confédéré. Blessé à Gettysburg, il a été capturé par les Nordistes et soigné dans un hôpital militaire. Il est parvenu à s'enfuir vers la Virginie où il a intégré un régiment de cavalerie confédérée, puis a été engagé par les services secrets du Sud. Il a été présenté à John Suratt par l'agent secret David Parr. David Herold était un camarade de John Surratt à l'académie militaire de Charlotte Hall. Enfin, Michael O'Laughlen et Samuel Arnold sont des amis et d'anciens camarades d'école de Booth. 

### Seconde investiture de Lincoln

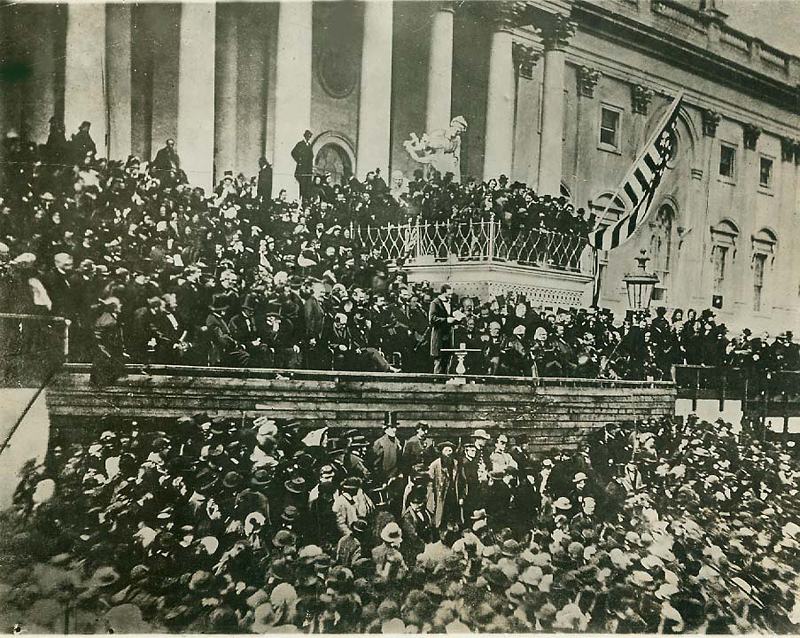
Photographie de l'investiture de Lincoln pour son second mandat, par Alexander Gardner.

Booth assiste à la cérémonie d'investiture du second mandat de Lincoln, le 4 mars 1865, en tant qu'invité de Lucy Hale, à laquelle il s'est fiancé en secret. C'est la fille du sénateur John Parker Hale, qui devint plus tard ambassadeur des États-Unis en Espagne. Booth écrira par la suite : « Quelle magnifique occasion c'était, si j'avais voulu tuer le président lors de son investiture. » Le 17 mars 1865, Booth informe ses complices que Lincoln assistera à une représentation de Still Waters Run Deep au Campbell Military Hospital. Il réunit son groupe dans un restaurant. Les hommes ont pour consigne de se joindre à lui afin de tendre une embuscade au président sur le chemin du retour de l'hôpital. Booth va s'enquérir du déroulement de la soirée et revient avec la nouvelle que le président a changé d'idée. Il s'est rendu au National Hotel pour une cérémonie organisée par des officiers du 142nd Regiment Indiana Infantry. Ironie du sort, Booth loge alors dans ce même établissement,.

### Abandon du projet d'enlèvement au profit de l'assassinat
Le 11 avril 1865, Booth est présent alors que Lincoln prononce un discours devant la Maison-Blanche. Le président déclare soutenir l'idée d'accorder le droit de vote aux Noirs. Furieux à cette seule éventualité, Booth abandonne son plan d'enlèvement et opte pour un assassinat. Il écrit : « Maintenant, par Dieu ! Je vais le liquider. C'est le dernier discours qu'il fera,. »  Booth a assassiné le président parce qu’il était un sympathisant confédéré en désaccord avec les politiques de Lincoln. Booth croyait que Lincoln était un tyran qui violait les droits des États du Sud et qui cherchait à détruire leur mode de vie. Il semble que Booth était également motivé par le désir de venger la Confédération et de rétablir la suprématie blanche.

## Assassinat

### Préparatifs

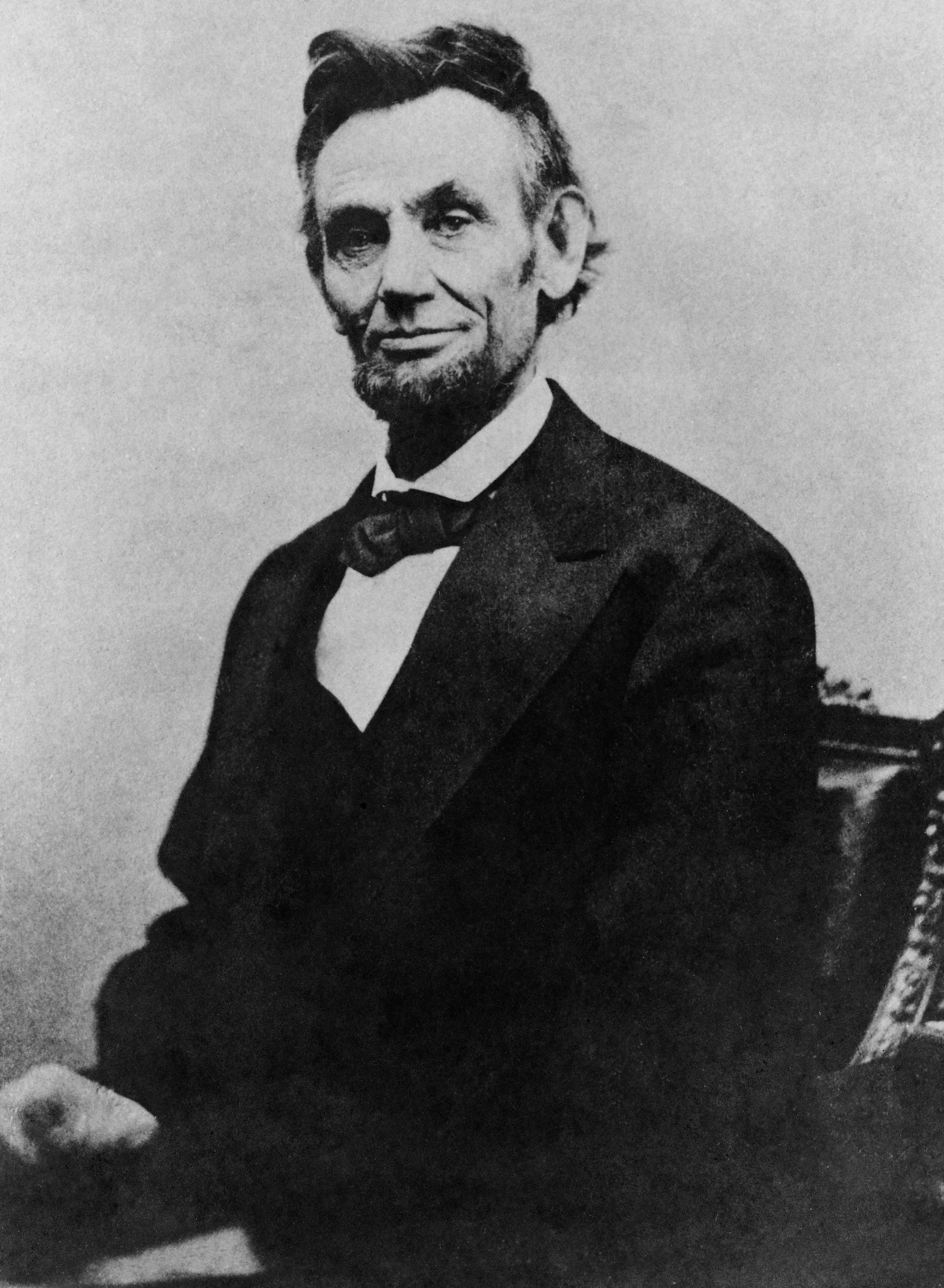
Dernière photographie officielle d'Abraham Lincoln, prise le 5 février 1865- ou 10 avril 1865 par Alexander Gardner.

Peu après l'échec de la tentative d'enlèvement, la Confédération est malmenée sur le terrain militaire. Le 3 avril, Richmond, capitale des Confédérés, est prise par l'armée de l'Union. Le 9 avril, l'Armée de Virginie du Nord, principale force confédérée, se rend à l'armée du Potomac après la bataille d'Appomattox Court House. Le président confédéré Jefferson Davis et son gouvernement sont en fuite. Bien que nombre de sudistes aient abandonné tout espoir, Booth continue de croire en la cause, écrivant dans son journal : « Notre cause étant presque perdue, quelque chose de grand et de décisif doit être entrepris. » Lorsqu'il apprend que Robert Lee s'est rendu, Booth décide de tuer le président et quelques membres du gouvernement afin d'endeuiller les célébrations de la victoire nordiste et de désorganiser l'administration fédérale.
Le 14 avril, vers midi, alors qu'il se trouve au théâtre Ford afin d'y retirer son courrier, Booth apprend que le président et le général Grant assisteront à la représentation de Our American Cousin le soir même. C'est l'occasion qu'il attendait. Il connait parfaitement les lieux pour y avoir travaillé plusieurs fois, dont la dernière en mars 1865,. Il est convaincu que si ses complices et lui tuent, au même moment, le président, le général Grant, le vice-président Andrew Johnson et le secrétaire d'État William Seward, le gouvernement de l'Union sera paralysé suffisamment longtemps pour que la Confédération renaisse de ses cendres.
Dans l'après-midi, Booth se rend à la pension de Mary Surratt. Il lui demande d'envoyer un paquet à sa taverne de Surrattsville dans le Maryland et de dire au gérant de cet établissement de préparer les armes et les munitions qu'il y a déposées. À sept heures du soir, Booth retrouve ses complices. Il donne l'ordre à Powell de tuer Seward, à Atzerodt de tuer Johnson et à David E. Herold de conduire Powell chez Seward, puis de l'emmener hors les murs pour le rejoindre dans le Maryland. Booth prévoit de tirer sur Lincoln avec son derringer à un coup, puis de poignarder le général Grant.

### Tentative d'assassinat de Seward par Powell

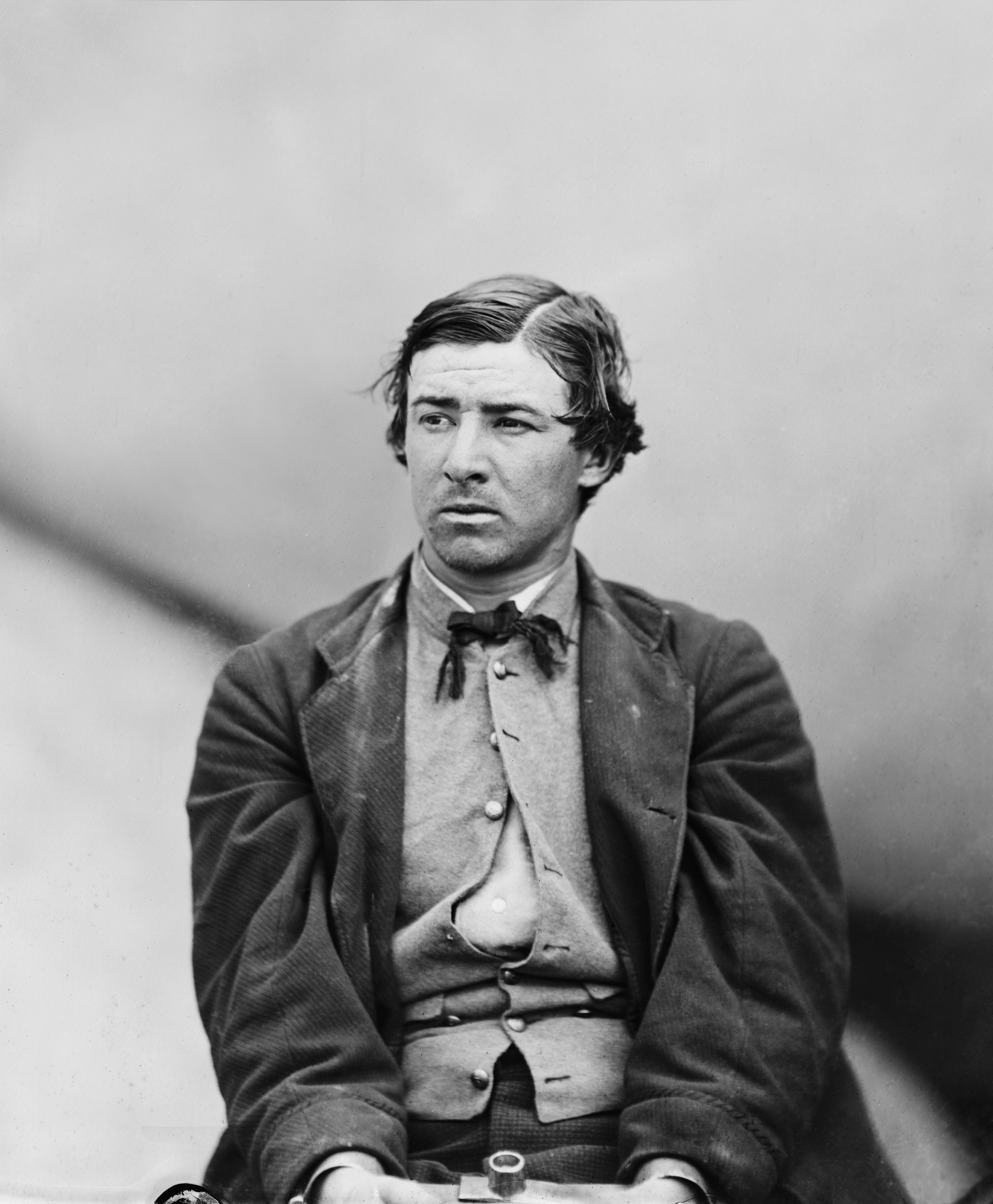
Portrait de David Herold.

Booth a confié l'assassinat du secrétaire d'État William Henry Seward à Lewis Powell. Seward est alors alité à la suite d'un accident. Le 5 avril, il a été jeté à bas de son attelage et souffre d'un traumatisme crânien, d'une double fracture de la mâchoire et d'un bras cassé. Les médecins ont improvisé une attelle pour réparer sa mâchoire et ont insisté pour qu'il garde le lit chez lui à Lafayette Park, non loin de la Maison-Blanche. Herold conduit Powell jusqu'à la résidence de Seward. Powell est armé d'un revolver Whitney, modèle 1858, arme très courante à cette époque, et d'un couteau Bowie, redoutable arme de chasse.
Powell frappe à l'entrée principale peu après dix heures ; William Bell, le majordome de Seward, lui ouvre. Powell lui déclare qu'il apporte un médicament pour Seward de la part du Dr Verdi et qu'il doit le lui remettre en mains propres afin de lui montrer comment le prendre. Powell est invité à entrer et monte l'escalier vers la chambre de Seward située au troisième niveau,,. En haut de l'escalier, il est reçu par le fils du blessé, le secrétaire d'État assistant des États-Unis Frederick William Seward. Powell répète son histoire, mais Seward, se méfiant de cet intrus, l'éconduit en affirmant que son père s'est endormi.

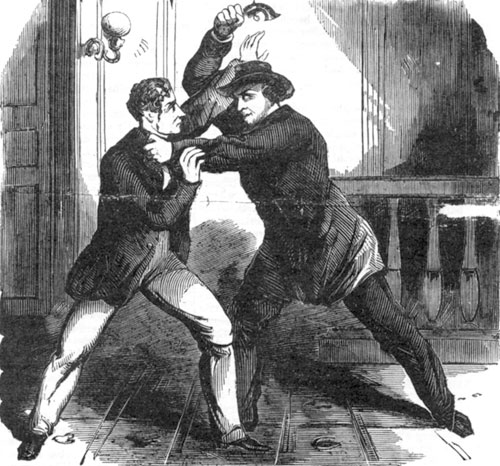
Frederick William Seward luttant avec Lewis Powell.

À ce moment précis, la fille de Seward, Fanny, ayant entendu leur conversation, sort de la chambre de son père et dit : « Fred, père est réveillé maintenant. », puis y retourne, révélant ainsi à Powell où se trouve Seward. Powell descend l'escalier quatre à quatre, puis le remonte aussitôt, toujours à la course, brandissant son revolver qu'il pointe sur la tête de Frederick. Il presse la détente, mais le coup ne part pas. Pris de court, il frappe Frederick à la tête avec son arme à plusieurs reprises et ce dernier finit par s'effondrer. Fanny, se demandant ce que signifie tout ce tapage, ouvre à nouveau la porte et voit son frère gisant à terre ensanglanté. Powell fonce sur elle, la dépasse et se rue sur Seward alité qu'il poignarde au visage et au cou. Il atteint la joue mais l'attelle sauve la vie de Seward, arrêtant le couteau avant qu'il ne touche la veine jugulaire[Lequel ?],. Le sergent George P. Robinson, qui se trouvait auprès du blessé en tant qu'infirmier, et Augustus Seward, autre fils du secrétaire d'État, qui dormait dans sa chambre et a été réveillé par les cris de sa sœur, tentent de se saisir de Powell. Dehors, Herold, qui a, lui aussi, entendu les hurlements de Fanny, a pris peur et s'est enfui, abandonnant Powell.
William H. Seward a roulé de son lit et gît à terre, hors de portée de Powell qui poignarde alors Robinson, Augustus et Fanny. Lorsqu'Augustus, encore valide, revient avec son pistolet, Powell dévale l'escalier et court vers la porte. Alors qu'il l'ouvre, il tombe sur un messager, Emerick Hansell, venu avec un télégramme pour Seward. Powell le poignarde à son tour et, se précipitant au dehors, s'exclame : « Je suis fou ! Je suis fou ! », puis il détache son cheval de l'arbre où Herold l'avait laissé et part au galop, seul.
Fanny Seward s'écrie « Oh, mon Dieu, père est mort ! » Le sergent Robinson soulève le secrétaire d'État et le replace sur son lit. Seward crache du sang et dit « Je ne suis pas mort ; appelez un médecin et la police ! Fermez les portes ! » Ses blessures sont impressionnantes, mais les coups de Powell n'ont touché aucune partie vitale.

### Renonciation d'Atzerodt à assassiner Andrew Johnson

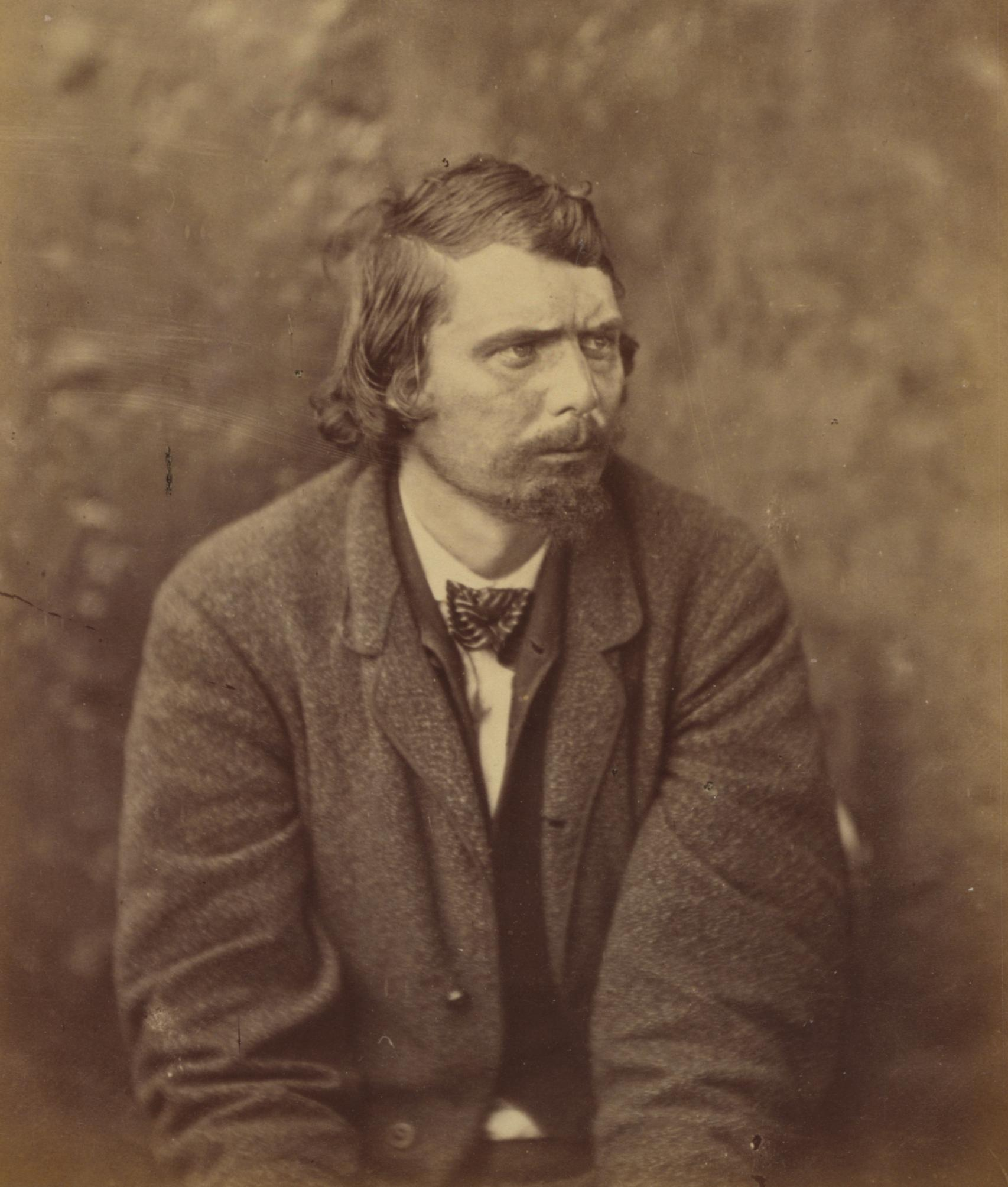
Portrait de George Atzerodt.

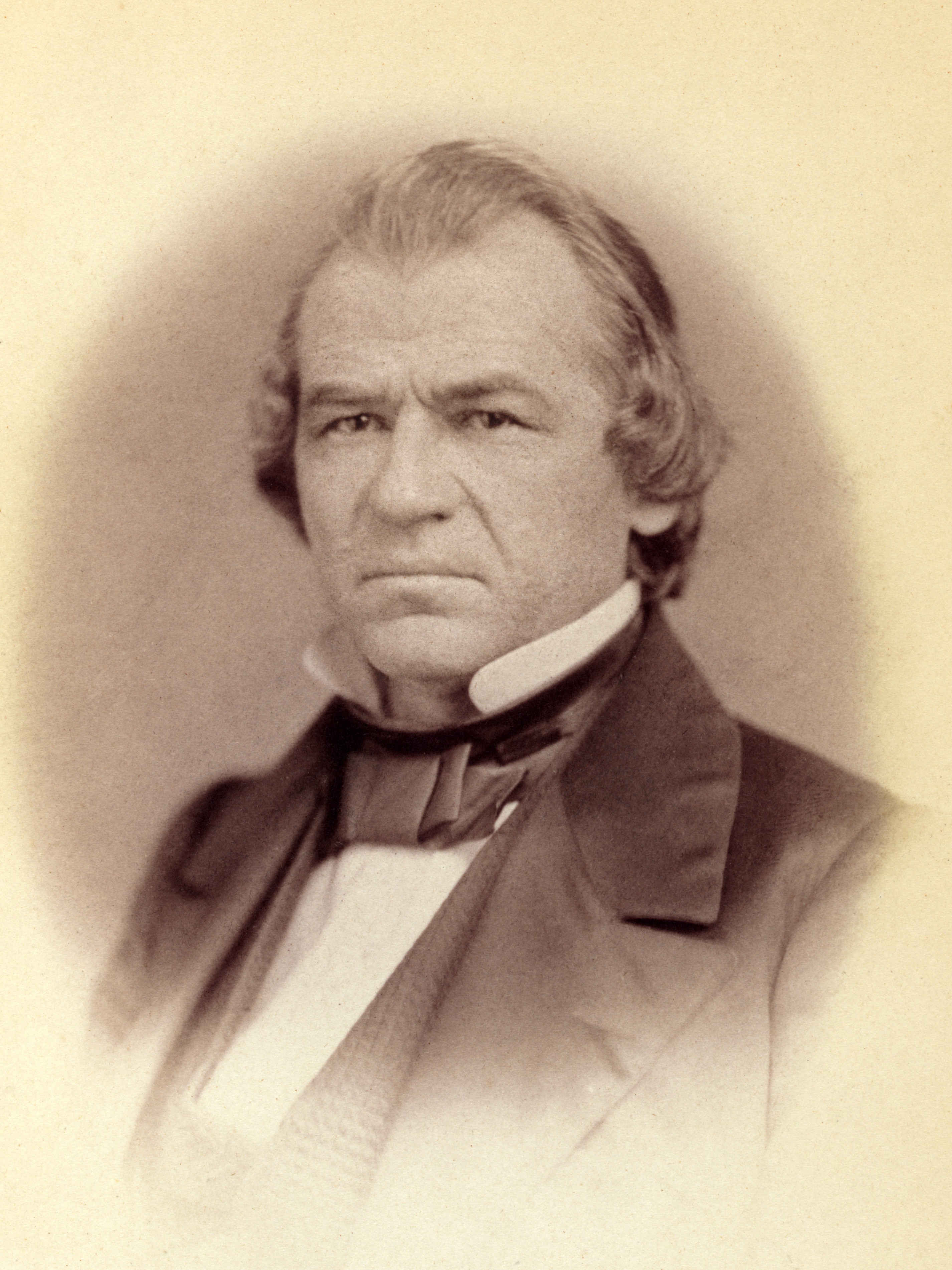
Andrew Johnson en 1859.

Booth a chargé George Atzerodt d'assassiner le vice-président Andrew Johnson qui se trouve au Kirkwood Hotel de Washington. Atzerodt doit se présenter à sa chambre à dix heures et quart et l'abattre. Le 14 avril, Atzerodt prend la chambre 126 au Kirkwood, juste au-dessus de celle de Johnson. Il arrive à l'hôtel et se rend au bar. Il a sur lui un revolver et un couteau. Atzerodt se renseigne auprès du barman, Michael Henry, sur les habitudes du vice-président. Après avoir passé un assez long moment au bar, il part, ivre, errer dans les rues de Washington. Nerveux, il jette son couteau dans une rue. Il arrive au Pennsylvania House Hotel vers deux heures, y loue une chambre et s'y endort,. Ainsi avorte la tentative d'assassinat du vice-président et tout espoir de déstabilisation du régime.
Plus tôt dans la journée, Booth s'était arrêté au Kirkwood Hotel et y avait laissé un mot pour Andrew Johnson : « Je ne veux pas vous déranger. Êtes-vous chez vous ? [signé] J. Wilkes Booth. » Après l'attentat, ce message fut interprété de nombreuses manières. L'une des théories veut que Booth, craignant qu'Atzerodt ne réussisse pas à tuer Johnson, ou inquiet qu'il n'ait tout simplement pas le courage de l'assassiner, ait voulu par ce message tenter d'impliquer le vice-président dans la conspiration.

### Attentat

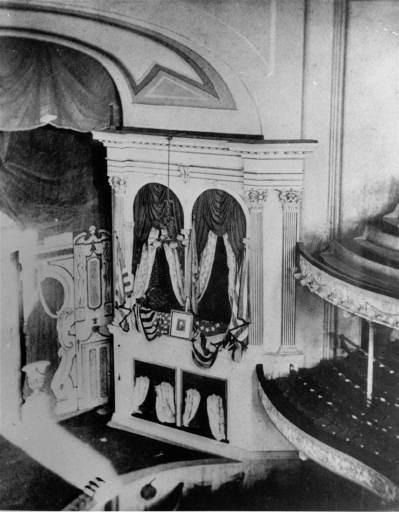
La loge présidentielle du Théâtre Ford, deux jours après les faits. Photo Mathew Brady.

Abraham Lincoln et son épouse Mary Todd Lincoln se préparent à assister à la représentation de la pièce Our American Cousin de Tom Taylor. Contrairement aux informations que Booth a lues dans les journaux, le général Grant et son épouse ont décliné l'invitation des Lincoln. Plusieurs autres personnalités ont été invitées et c'est finalement le major Henry Rathbone et sa fiancée Clara Harris (fille du sénateur Ira Harris) qui se joignent au couple présidentiel.
Le président et la première dame arrivent au théâtre Ford après que la représentation a débuté. Ils ont été retenus à la Maison-Blanche par le sénateur du Missouri John B. Henderson qui est venu plaider avec succès pour une grâce présidentielle en faveur de George S. E. Vaughn, convaincu d'espionnage au profit des Confédérés et condamné à mort. Cette grâce est le dernier acte officiel de Lincoln. Les époux Lincoln gagnent la loge présidentielle et le spectacle s'interrompt brièvement pour marquer leur arrivée qui est applaudie par les spectateurs.
La loge est censée être gardée par le policier John Frederick Parker, garde du corps affecté à Lincoln bien que ce choix soit curieux, ce policier ayant fait l'objet de nombreux rappels à l'ordre pour des fautes et infractions à la discipline. Pendant l'entracte, Parker est parti boire un verre à la taverne voisine avec le cocher de la berline de Lincoln. On ne sait pas s'il est retourné par la suite au théâtre, mais il n'est certainement pas à son poste quand Booth entre dans la loge.
Vers neuf heures, le 14 avril 1865, Booth arrive à l'entrée des artistes, où il tend les rênes de son cheval à un machiniste nommé Edmund Spangler. Spangler, occupé, demande à Joseph Burroughs de prendre soin de la monture. Connu des employés et familier des lieux, Booth pénètre dans l'antichambre de la loge présidentielle et en bloque la porte. À ce moment, madame Lincoln murmure à son époux qui lui tient la main : « Que va penser mademoiselle Harris que je vous tienne ainsi la main ? » Le président répond : « Elle n'en pensera rien du tout. » Ce sont les dernières paroles que prononce Abraham Lincoln. Il est environ 22 h 15.

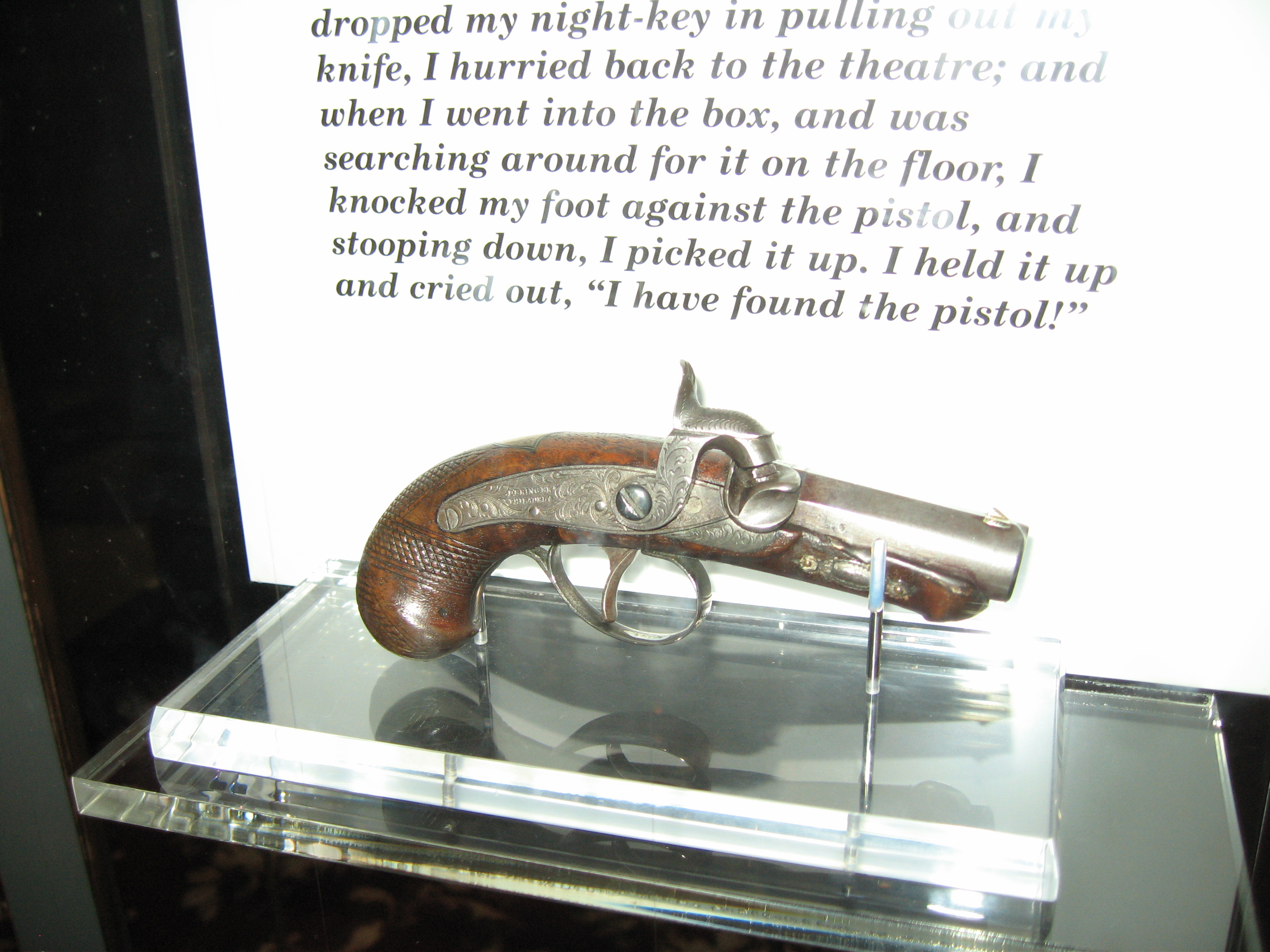
Le derringer de Booth exposé dans le musée du théâtre Ford.

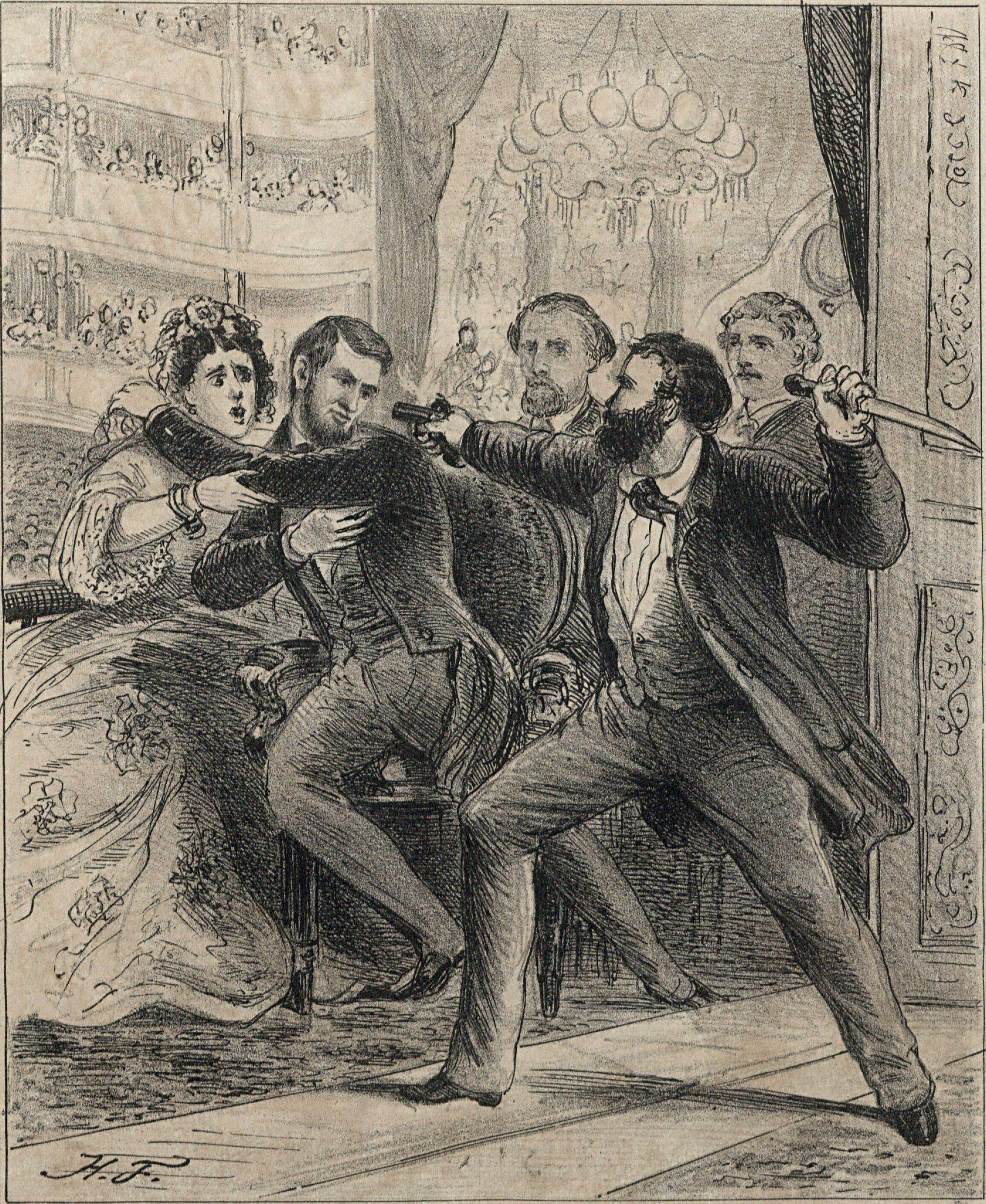
L'assassinat de Lincoln par Booth, gravure de Henrique Fleiuss, 1865 (Semana Illustrada, Brésil).

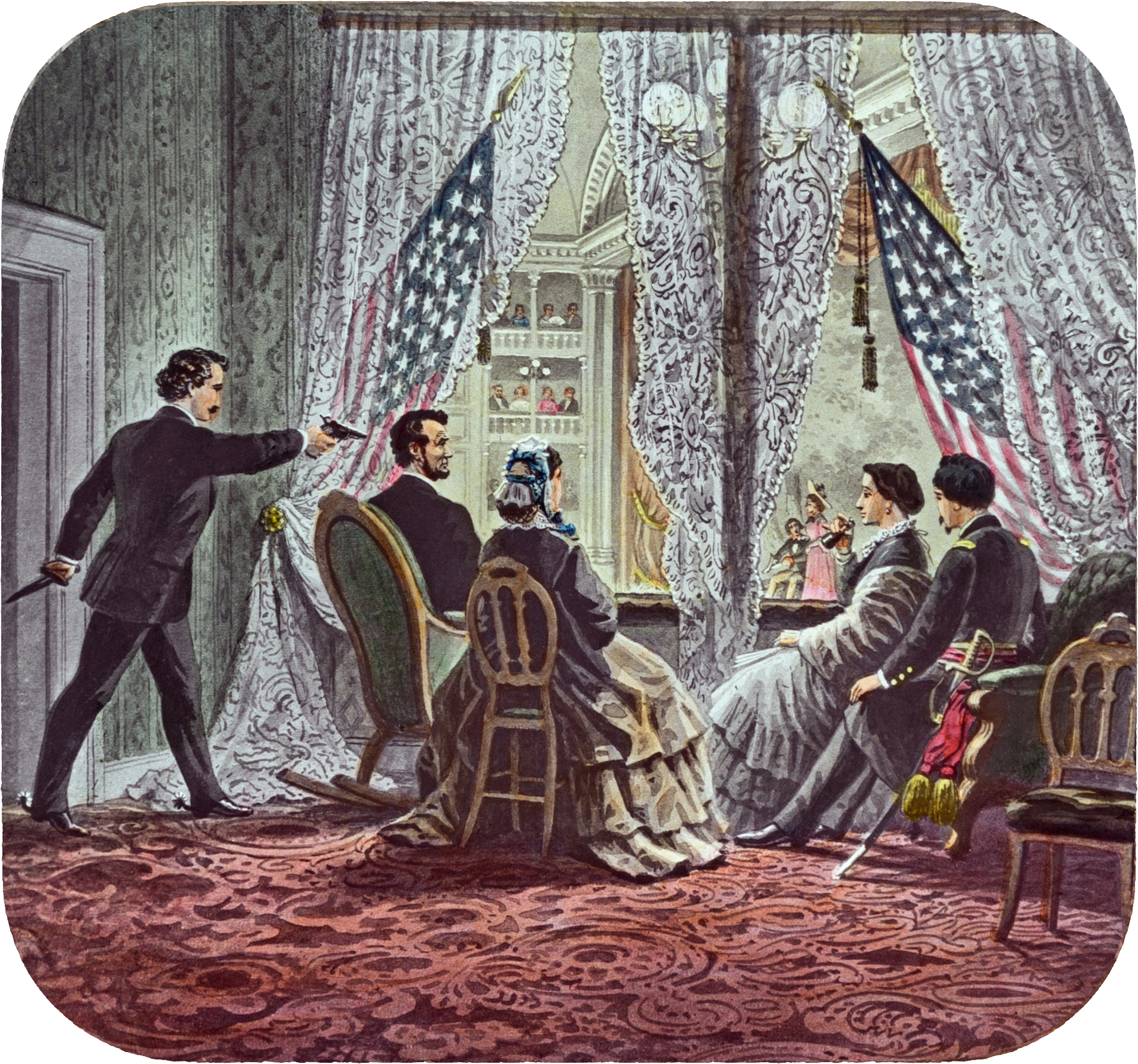
Image de l'assassinat d'Abraham Lincoln, image réalisée vers 1900.

Booth connaît bien la pièce qui se joue sur la scène et il attend le moment où, à l'acte III, scène 2, l'acteur Harry Hawk, qui interprète le rôle d'Asa Trenchard, le cousin d'Amérique un peu rustre mais sympathique, dira son fait à l'insupportable Mrs Mountchessington qui pose, hautaine, à la grande dame anglaise : le franc-parler d'Asa Trenchard, son fort accent populaire et très américain déchaînent toujours la joie et l'hilarité du public dont le brouhaha couvrira la détonation. Alors que Hawk s'exclame : « Quoi, moi, je ne connais pas les manières de la bonne société ? Mais je crois bien que j'en connais assez pour vous dire vos quatre vérités, ma vieille ! Espèce de vieille croqueuse d'homme manipulatrice ! », Booth se précipite et tire sur la tête du président. Mortellement blessé, Lincoln s'effondre sur son siège. Rathbone se lève et bondit pour empêcher Booth de s'échapper, mais celui-ci lui donne un violent coup de poignard dans le bras. Rathbone se ressaisit rapidement et tente d'agripper Booth qui se prépare à enjamber la balustrade de la loge. Booth lui assène un nouveau coup et entreprend de sauter sur la scène. Rathbone rapidement se redressa sur son siège et saisit le manteau de Booth alors qu'il s'apprêtait à sauter du rebord de la boîte. Booth est tombé sur le rail de la boîte vers le bas à l'étage inférieur (environ une chute de douze pieds, soit 3.65 mètres). Dans la foulée, son éperon d'équitation s'est empêtré sur le drapeau du Trésor décoration de la boîte, et il a atterri maladroitement sur son pied gauche, fracturé le péroné gauche, juste au-dessus de la cheville. Il parvient à se relever et, brandissant son couteau, il s'écrie : « Sic semper tyrannis ! », la devise latine de la Virginie qui signifie « Ainsi en est-il toujours des tyrans ! » Selon d'autres versions, il ajoute : « Le Sud est vengé ! » Il court ensuite sur la scène et regagne la porte par laquelle il est entré dans le théâtre et où l'attend son cheval. Quelques spectateurs se lancent à sa poursuite mais ne parviennent pas à l'attraper. Booth frappe Joseph Burroughs au front avec le manche de son poignard, saute sur sa monture et s'enfuit bride abattue. Il galope jusqu'au Navy Yard Bridge, qui traverse l'Anacostia, et vers son rendez-vous avec Herold et Powell.

### Mort du président

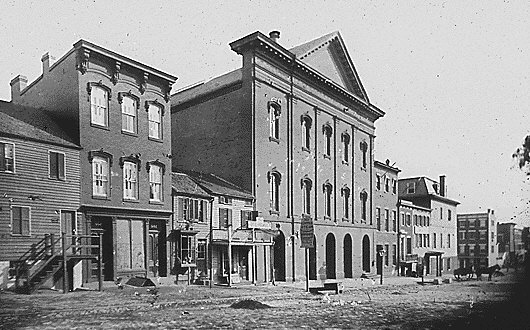
Le théâtre Ford à cette époque.

Les hurlements de Mary Lincoln et de Clara Harris, ainsi que le cri de Rathbone : « Arrêtez cet homme ! » font comprendre aux spectateurs que toute cette agitation ne fait pas partie du spectacle. Charles Leale, jeune chirurgien militaire en permission qui assiste à la représentation, traverse la foule et se rend à la loge présidentielle. La porte ne s'ouvre pas et Rathbone s'aperçoit qu'elle est bloquée par un morceau de bois. Il retire la cale et ouvre à Leale.
Leale entre et découvre que Rathbone saigne abondamment d'une blessure profonde courant le long de son avant-bras. Il ne s'arrête pas à lui et s'avance directement vers Lincoln affaissé sur son siège et retenu par Mary. Lincoln était paralysé et respirant à peine. Il allonge le président sur le sol. Un second médecin, qui se trouvait lui aussi parmi le public, Charles Sabin Taft, est hissé depuis la scène par-dessus la rambarde de la loge. Taft et Leale découpent le col de Lincoln et ouvrent sa chemise, puis Leale le palpe et découvre la plaie laissée par la balle à l'arrière du crâne près de l'oreille gauche. Il en sort un caillot et la respiration est améliorée. Cependant, Leale a compris que cette amélioration n'est que provisoire. Il s'écrie : « Sa blessure est mortelle. Il lui sera impossible de guérir. »

Alexander Hay Ritchie : Death of Lincoln (1875) : le président Lincoln, entouré d'officiers et de médecins sur son lit de mort.

Leale, Taft et un autre médecin, nommé Albert King, se concertent rapidement et décident que le président ne peut être ramené à la Maison-Blanche sur un attelage brinquebalant. Après avoir envisagé de le conduire dans le saloon de Peter Taltavull tout proche, ils décident de l'emmener dans une maison face au théâtre. Les trois médecins et quelques soldats qui assistaient au spectacle portent le président jusqu'à l'entrée. De l'autre côté de la rue, un homme tient une lanterne et leur dit : « Amenez-le ici ! Amenez-le ici ! » Il s'agit de Henry Safford, pensionnaire de la William Petersen's Boarding House (pension Petersen) qui fait face au théâtre. Les hommes portent Lincoln dans la pension et le déposent sur le lit d'une chambre au premier étage, Lincoln sombre dans le coma après avoir été mis sur le lit,.
La veillée du blessé commence à la Petersen House. Les trois médecins ont été rejoints par le chirurgien général de l'Armée des États-Unis Joseph K. Barnes, le major Charles Henry Crane, le Dr Anderson Ruffin Abbott et le Dr Robert K. Stone. Crane est l'assistant de Barnes et Stone le médecin personnel de Lincoln. Les fils du président, Robert et Thomas Lincoln, les rejoignent, de même que le secrétaire à la Marine Gideon Welles et le secrétaire à la Guerre Edwin M. Stanton.
Alors que Mary Lincoln pleure dans l'un des salons, Stanton s'installe dans un autre et prend en main le gouvernement des États-Unis, envoyant et recevant des télégrammes, lisant les dépositions des témoins et organisant la poursuite de Booth. Plus rien ne peut être fait pour le président : à sept heures vingt-deux, au matin du 15 avril, Lincoln meurt, âgé de 56 ans, 2 mois et 3 jours. Tous s'agenouillent autour du lit et prient. Lorsqu'ils se relèvent, Stanton déclare : « Now he belongs to the ages. » (« Maintenant il appartient à l'éternité. ») Il existe une controverse parmi les historiens quant aux mots que prononce Stanton à cet instant. Tous s'accordent sur le début : « Now he belongs to the... », mais certains affirment qu'il termine par « ages » (à l'éternité) alors que d'autres pensent qu'il achève sa phrase par « angels » (aux anges).

## Fuite de Booth et Herold

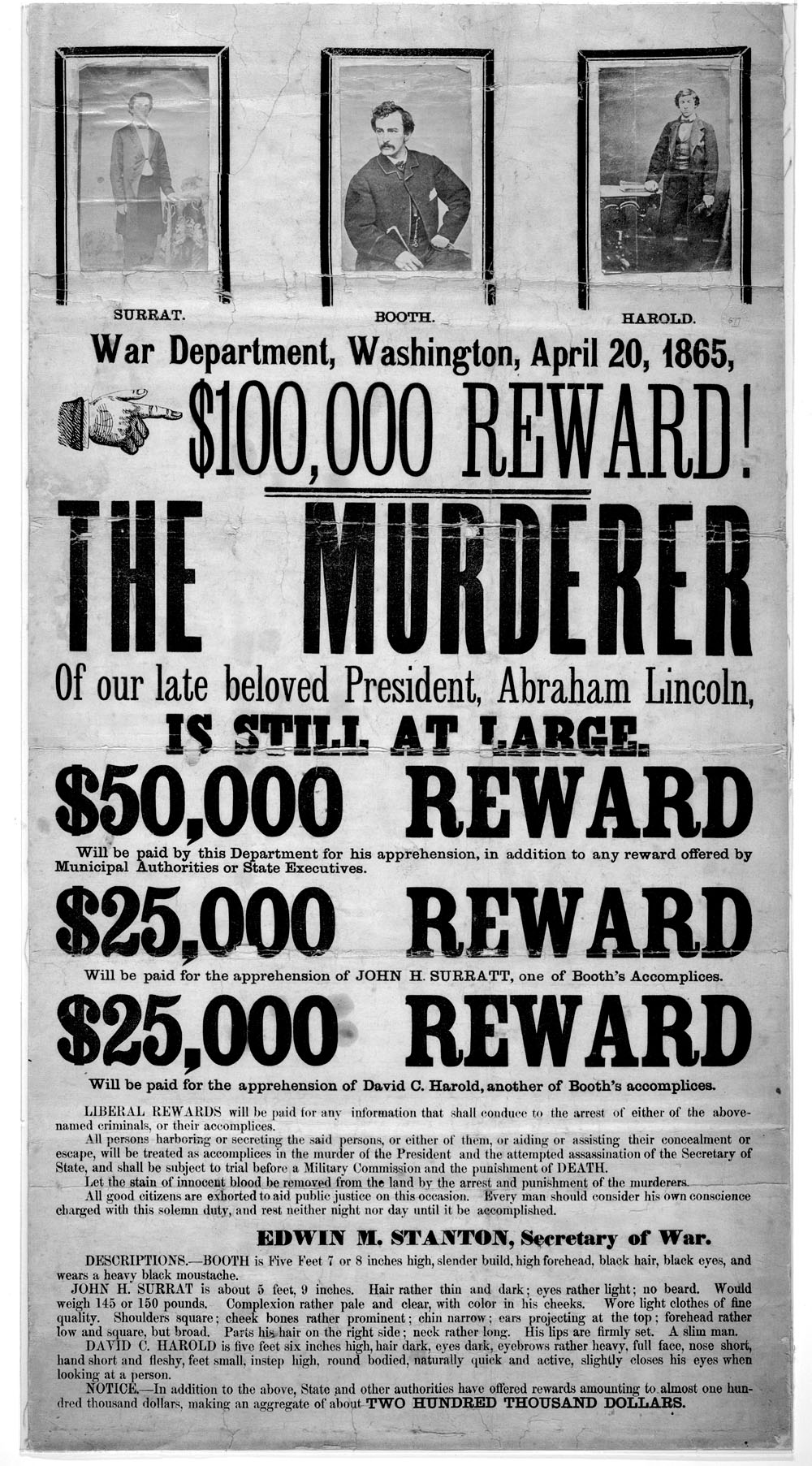
Avis de recherche montrant les suspects et la récompense offerte pour leur capture.

Booth a sauté sur son cheval et est parti au grand galop. En une demi-heure, il atteint le Navy Yard Bridge et quitte la ville pour le Maryland. Herold passe le même pont moins d'une heure plus tard et rejoint Booth. Après avoir pris les armes et les provisions qui les attendent à Surattsville, Herold et Booth se rendent chez le docteur Samuel Mudd, médecin, qui diagnostique une fracture de la jambe de Booth, lui fixe une attelle et lui donne une paire de béquilles.
Les deux fugitifs passent une journée chez Mudd, puis demandent à un homme de les conduire à la maison du colonel Samuel Cox, sympathisant de la cause sudiste. Cox les cache dans sa ferme de Rich Hill et organise leur fuite vers la Virginie. Le 21 avril, Thomas A. Jones, frère de lait du colonel, fournit une petite embarcation aux fugitifs pour traverser le Potomac.

### Capture de Herold et mort de Booth
Booth et Herold restent en cavale jusqu'au 26 avril, lorsque l'armée les découvre dans la ferme d'un dénommé Richard Garrett. Les Garrett ont enfermé Booth et Herold dans leur grange. Herold se rend à l'arrivée des soldats, mais Booth refuse de sortir. La troupe fait feu sur le bâtiment. Le soldat Boston Corbett se faufile par derrière et tire sur Booth qui est touché à la gorge et s'effondre. On l'extrait de la grange, un soldat lui donne une gorgée d'eau et Booth lui déclare : « Dis à ma mère que je suis mort pour ma Patrie ! » Il meurt allongé sur le porche de la ferme des Garrett, deux heures après avoir été touché. Ses dernières paroles sont : « Useless! — useless! » (« Inutile ! inutile ! »),.

### Fuite et capture des autres conjurés
Powell connaît très mal Washington et, sans l'aide de son guide David Herold, il erre dans les rues pendant trois jours avant de retrouver le 17 avril la maison de Surratt, que les détectives occupent déjà. Il affirme être un « homme de peine » embauché par Mary Surratt, mais celle-ci nie le connaître. Ils sont tous les deux arrêtés. Atzerodt s'est caché dans une ferme à Georgetown, mais il y est pris le 20 avril. Les autres conspirateurs, à l'exception de John Surratt, sont appréhendés avant la fin du mois. Ce dernier est parvenu à fuir vers l'Europe puis l'Afrique, avant d'être finalement capturé en novembre 1866. Surratt est ensuite jugé pour le meurtre de Lincoln, mais un témoin affirme l'avoir vu à Elmira dans l'État de New York le jour de l'attentat. Le jury ne parvient pas à un verdict : Surratt est acquitté et vivra en liberté jusqu'à sa mort en 1916.

## Procès des conjurés

### Arrestation massive de tous les suspects

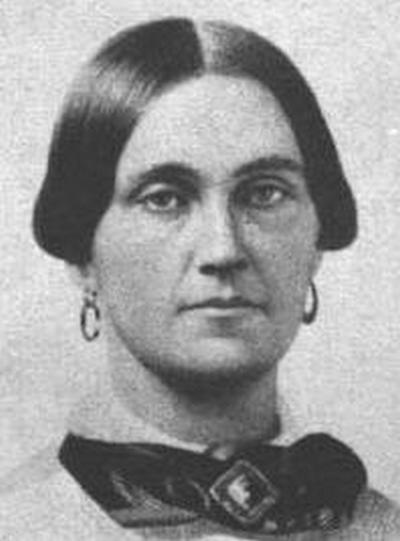
Portrait de Mary Surratt.

Dans le chaos qui suit l'assassinat, des dizaines de présumés complices sont arrêtés et jetés en prison. Toutes les personnes dont on soupçonne qu'elles ont quelque chose à voir avec le forfait ou qui ont eu le moindre contact avec Booth ou Herold lors de leur fuite sont mises derrière les barreaux. Parmi ceux qui sont incarcérés :
- Louis J. Weichmann, pensionnaire de madame Surratt. Des semaines auparavant, il a informé le département de la Guerre du complot visant à enlever le président. Après avoir été relâché, il devient le témoin principal de l'accusation lors du procès[76].
- Junius Brutus Booth, Jr., le frère de Booth, qui a un contrat d'acteur à Cincinnati au moment de l'attentat, emprisonné à la Old Capitol Prison[77].
- John Thomson Ford, le gérant du théâtre, qui est à Richmond au moment des faits, emprisonné pendant 40 jours, ainsi que ses deux frères, qui se trouvaient à Washington[78].
- James Pumphrey, le propriétaire de l'écurie où Booth a loué son cheval[79].
- John M. Lloyd, l'aubergiste ivrogne qui louait la taverne de madame Surratt dans le Maryland et a remis des carabines et des vivres à Booth et Herold lors de leur fuite.
- Samuel Cox et Thomas A. Jones, tous deux sympathisants des Confédérés, qui ont caché et aidé Booth et Herold pendant une semaine[79].
- Le docteur Richard Stewart, qui a offert des vivres à Booth et Herold mais leur a refusé le gîte[80].
- Elizabeth Quesenberry, qui leur a offert un repas[80].
- Absolom R. Bainbridge, William Jett et Mortimer B. Ruggles, trois jeunes soldats confédérés qui ont aidé Booth et Herold à traverser la rivière Rappahannock[81],[82].

Ces personnes sont finalement relâchées et le nombre des suspects se limite donc à huit : sept hommes et une femme : Samuel Arnold, George Atzerodt, David Herold, Samuel Mudd, Michael O'Laughlen, Lewis Powell, Edmund Spangler et Mary Surratt.
Ces huit suspects, par décision du président Johnson, sont jugés par un tribunal militaire. Le choix de cette juridiction provoque les critiques du secrétaire à la Marine des États-Unis Gideon Welles et de l'ex-procureur général des États-Unis Edward Bates qui pensent que le cas relève d'une cour civile. Le procureur général des États-Unis, James Speed, le justifie quant à lui par la nature militaire de la conspiration et par le fait que Washington est alors placé sous le régime de la loi martiale (en 1866, dans l'affaire Ex parte Milligan, la Cour suprême des États-Unis interdit le recours à des tribunaux militaires pour juger des civils dans les lieux où les tribunaux civils sont opérationnels). Le jury est composé d'officiers généraux et supérieurs. La culpabilité requiert la majorité simple, la condamnation à mort la majorité aux deux tiers, ce qui limite les chances des accusés. De plus, ces derniers ne peuvent faire appel de la décision du tribunal qu'auprès du président Johnson.

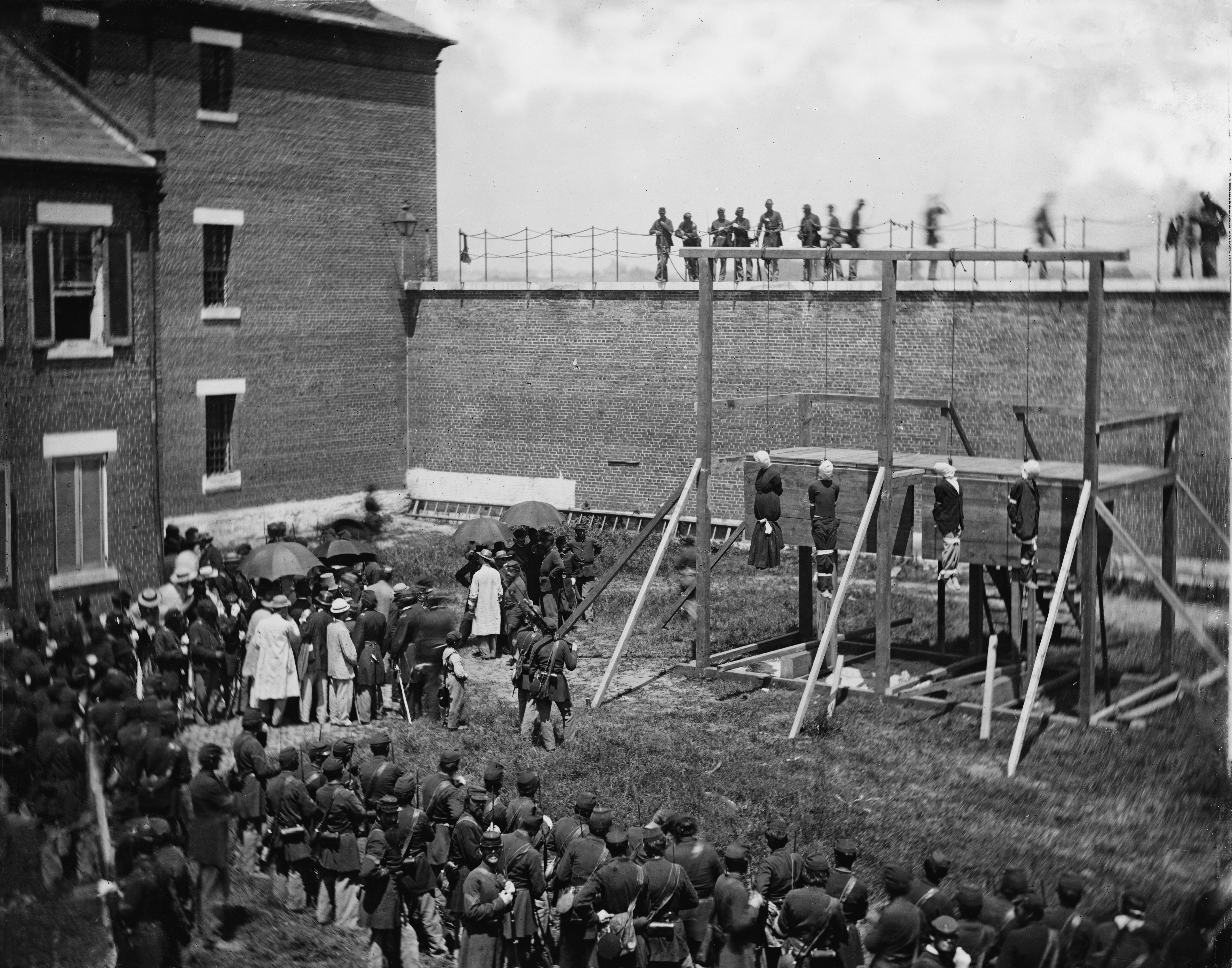
Exécution de Mary Surratt, Lewis Powell, David Herold et George Atzerodt.

Le procès débute le 9 mai 1865, s'étend sur près de sept semaines et voit défiler 366 témoins. La Military Commission (tribunal militaire) est composée des généraux David Hunter (first officer), Lewis Wallace, August V. Kautz, Albion P. Howe, Robert S. Foster, James A. Ekin (en), T. M. Harris, des colonels C. H Tompkins et David Ramsay Clendenin (en) et du général Joseph Holt en tant que Judge Advocate and Recorder.
Le verdict énoncé le 30 juin déclare tous les accusés coupables. Mary Surratt, Lewis Powell, David Herold et George Atzerodt sont condamnés à mort par pendaison. Samuel Mudd, Samuel Arnold et Michael O'Laughlen sont condamnés à la prison à vie. Mudd échappe de justesse à la mort, le jury ayant rejeté la peine capitale par cinq voix contre quatre. Edmund Spangler est condamné à six ans de réclusion. Paradoxalement, après avoir condamné Mary Surratt à la pendaison, cinq des jurés signent une lettre recommandant la clémence, mais le président Johnson refuse la grâce. Il prétendra plus tard n'avoir jamais reçu la lettre.
Surratt, Powell, Herold et Atzerodt sont pendus au Old Arsenal Penitentiary, le 7 juillet 1865. Mary Surratt est la première femme à être exécutée par le gouvernement américain. O'Laughlen meurt en prison de la fièvre jaune en 1867. Mudd, Arnold et Spangler font l'objet d'une grâce présidentielle en février 1869.

### Culpabilité de Mudd

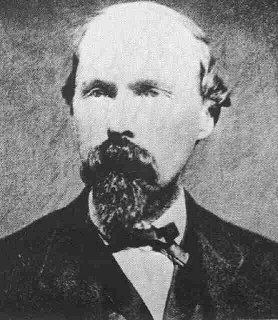
Portrait du docteur Samuel Mudd.

Le degré de culpabilité du Dr Samuel Mudd est un sujet de controverse depuis sa mort. Certains, parmi lesquels son petit-fils, Richard Mudd, affirment qu'il était innocent de toute charge et qu'il n'a été emprisonné que pour avoir prodigué des soins à un homme s'étant présenté chez lui tard dans la nuit avec une fracture de la jambe. Un siècle après l'assassinat, les présidents Jimmy Carter et Ronald Reagan ont tous les deux écrit à Richard Mudd pour exprimer leur conviction que son grand-père était innocent. Cependant, certains écrivains tels Edward Steers, Jr. et James Swanson, remarquent que Samuel Mudd a rencontré Booth par trois fois avant les faits : d'abord en novembre 1864 lorsque Booth, cherchant de l'aide pour son projet d'enlèvement, est dirigé vers Mudd par des agents des services secrets confédérés, puis en décembre quand Booth passe une nuit sous son toit, enfin alors que, le même mois, Mudd se rend à Washington et présente Booth à un agent confédéré de sa connaissance, John Surratt. De plus, George Atzerodt a témoigné que Booth avait envoyé du matériel chez Mudd lors de la préparation de l'enlèvement. Enfin, Mudd a menti aux autorités venues enquêter chez lui après l'assassinat, affirmant n'avoir pas reconnu l'homme qui s'était présenté pour se faire soigner, et donnant des informations sur la destination vers laquelle Booth et Herold s'étaient ensuite dirigés qui se sont révélées fausses,. Il avait également caché dans son grenier la botte portant le monogramme de Booth qu'il avait dû découper pour placer l'attelle. Une perquisition de son domicile devait ensuite permettre de la retrouver. Ces éléments conduisent à émettre l'hypothèse que le Dr Mudd avait pris part au projet d'enlèvement. Il aurait été choisi par les conspirateurs afin de pouvoir prodiguer des soins à Lincoln au cas où ce dernier aurait été blessé. Se souvenant de lui, Booth se serait rendu chez le médecin le 15 avril pour qu'il s'occupe de sa jambe blessée,.

## Conséquences

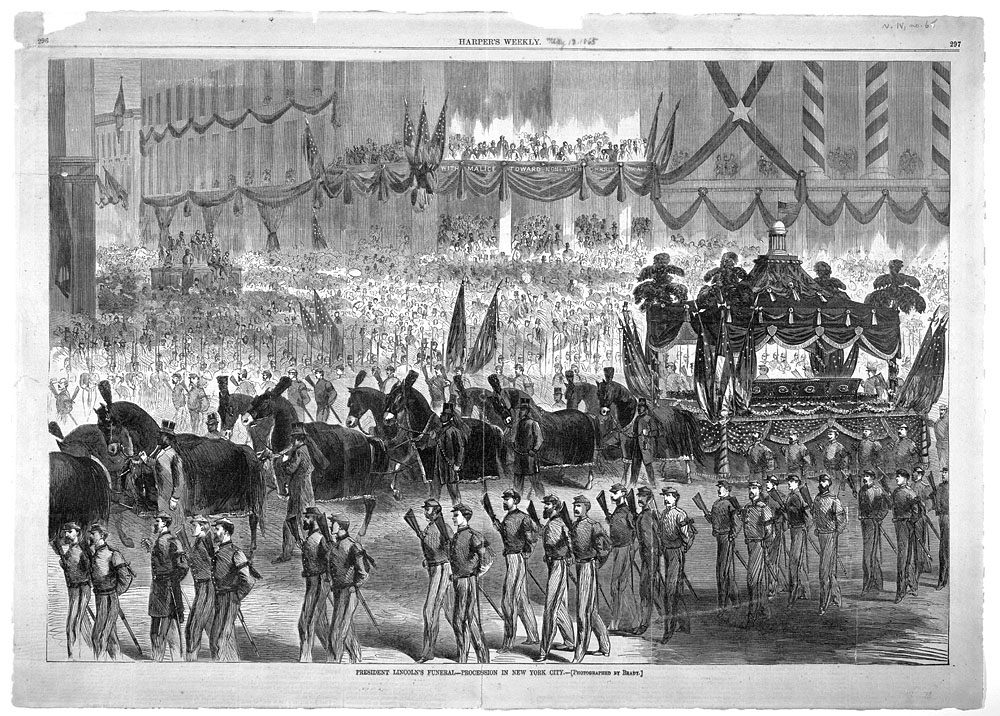
La procession funèbre à New York.

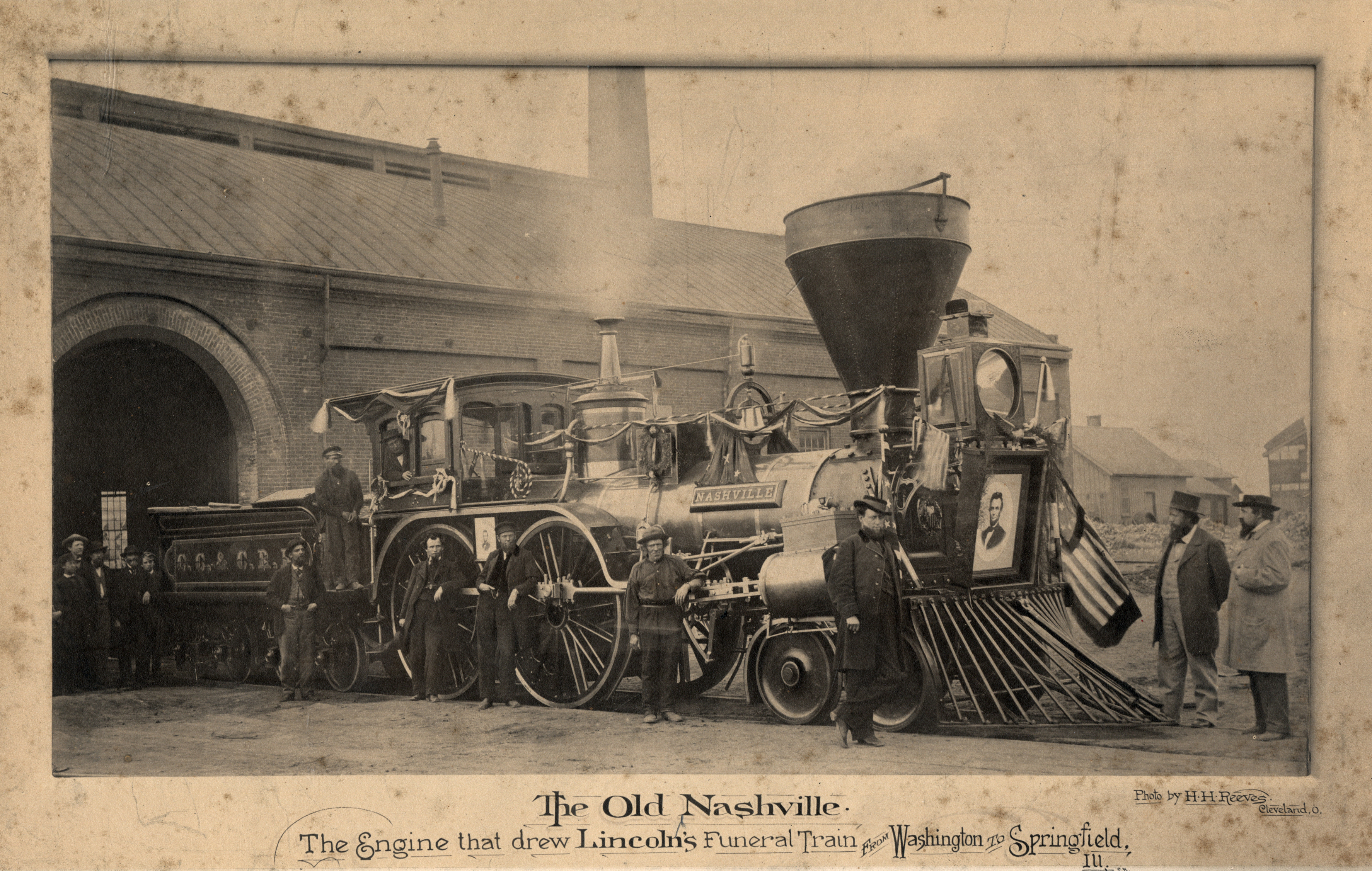
Le train mortuaire d'Abraham Lincoln.

Abraham Lincoln est le premier président américain à être assassiné. Parfois controversé au cours de ses quatre difficiles années de pouvoir dans une Amérique divisée, Lincoln est considéré dès après sa mort comme un martyr et un héros de l'histoire des États-Unis et souvent comparé à George Washington. Des millions de gens sont présents lors de la procession funèbre à Washington, le 19 avril 1865. Le 21 avril, la dépouille mortelle du président est emmenée en train sur un parcours de 2 700 km. Le convoi s'arrête à Baltimore, Harrisburg, Philadelphie, New York, Albany, Buffalo, Cleveland, Columbus, Indianapolis et Chicago avant d'atteindre, le 3 mai, la ville d'Abraham Lincoln, Springfield dans l'Illinois. Tout au long du trajet, ce sont à nouveau des millions d'Américains qui se recueillent sur son passage.
La tentative de déstabilisation du gouvernement de l'Union a échoué. Dans les semaines qui suivent la mort de Lincoln, les principaux chefs sudistes se rendent les uns après les autres. Le 26 avril 1865, le général Joseph E. Johnston se livre au général William Tecumseh Sherman. Deux mois plus tard, le 23 juin 1865 a lieu l'ultime reddition, celle du général de brigade Stand Watie. L'assassinat de Lincoln aura finalement prouvé la stabilité des institutions des États-Unis, jusqu'au cœur d'une crise majeure.
Andrew Johnson a prêté serment peu après la mort de Lincoln. Il va devenir l'un des présidents les plus impopulaires de l'histoire des États-Unis. La Chambre des Représentants vote son impeachment en 1868, mais il est sauvé par le Sénat qui a une voix près refuse la procédure. William Seward se remet de ses blessures et continue sa tâche de secrétaire d'État pendant toute la présidence de Johnson. L'histoire américaine se souvient de lui comme de l'homme qui négocie en 1867 l'achat de l'Alaska avec la Russie.
John Thomson Ford tente de rouvrir son théâtre quelques mois après le drame, mais il s'ensuit une vague d'indignation telle qu'il se voit contraint d'y renoncer. En 1866, le gouvernement fédéral lui rachète le bâtiment, en réorganise l'agencement interne pour le transformer en immeuble de bureaux. En 1893, cette structure s'effondre, tuant 22 employés. Il est ensuite utilisé comme entrepôt, puis reste inoccupé jusqu'à sa restauration. Le théâtre Ford rouvre en 1968, à la fois comme musée et comme salle de spectacle. Toutefois, la loge présidentielle n'est jamais plus occupée. La Petersen House est achetée en 1896 par le gouvernement pour en faire un mémorial. De nos jours, le théâtre Ford et la Petersen House sont gérés par le Ford's Theatre National Historic Site.

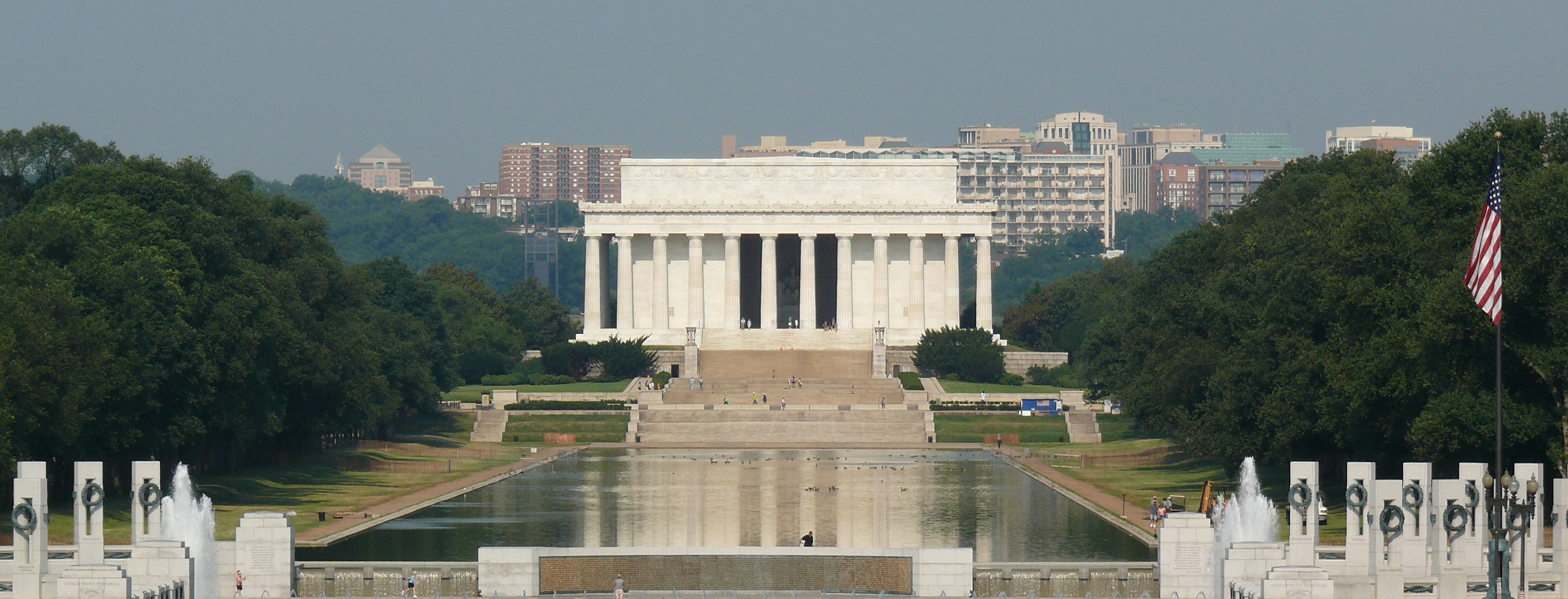
Le Lincoln Memorial à Washington.

L'association du Lincoln Monument, dont le but est la création d'un mémorial dédié au président, est agréée par le Congrès des États-Unis en mars 1867. Ce n'est qu'en 1901 qu'un site lui est dédié, sur une parcelle qui n'est alors qu'une zone marécageuse de Washington, et se trouve aujourd'hui dans le West Potomac Park. Le Congrès donne son accord formel à l'érection du mémorial le 9 février 1911. La première pierre est posée le jour anniversaire de la naissance de Lincoln, le 12 février 1914. Les travaux sont toutefois retardés en raison de la Première Guerre mondiale et ce n'est que le 30 mai 1922 qu'est inauguré le Lincoln Memorial conçu par Henry Bacon. Ouvert au public depuis lors, il a reçu 4,7 millions de visiteurs en 2008. Londres abrite également une tour en mémoire d'Abraham Lincoln, la Lincoln Memorial Tower.

## Dans la culture populaire américaine

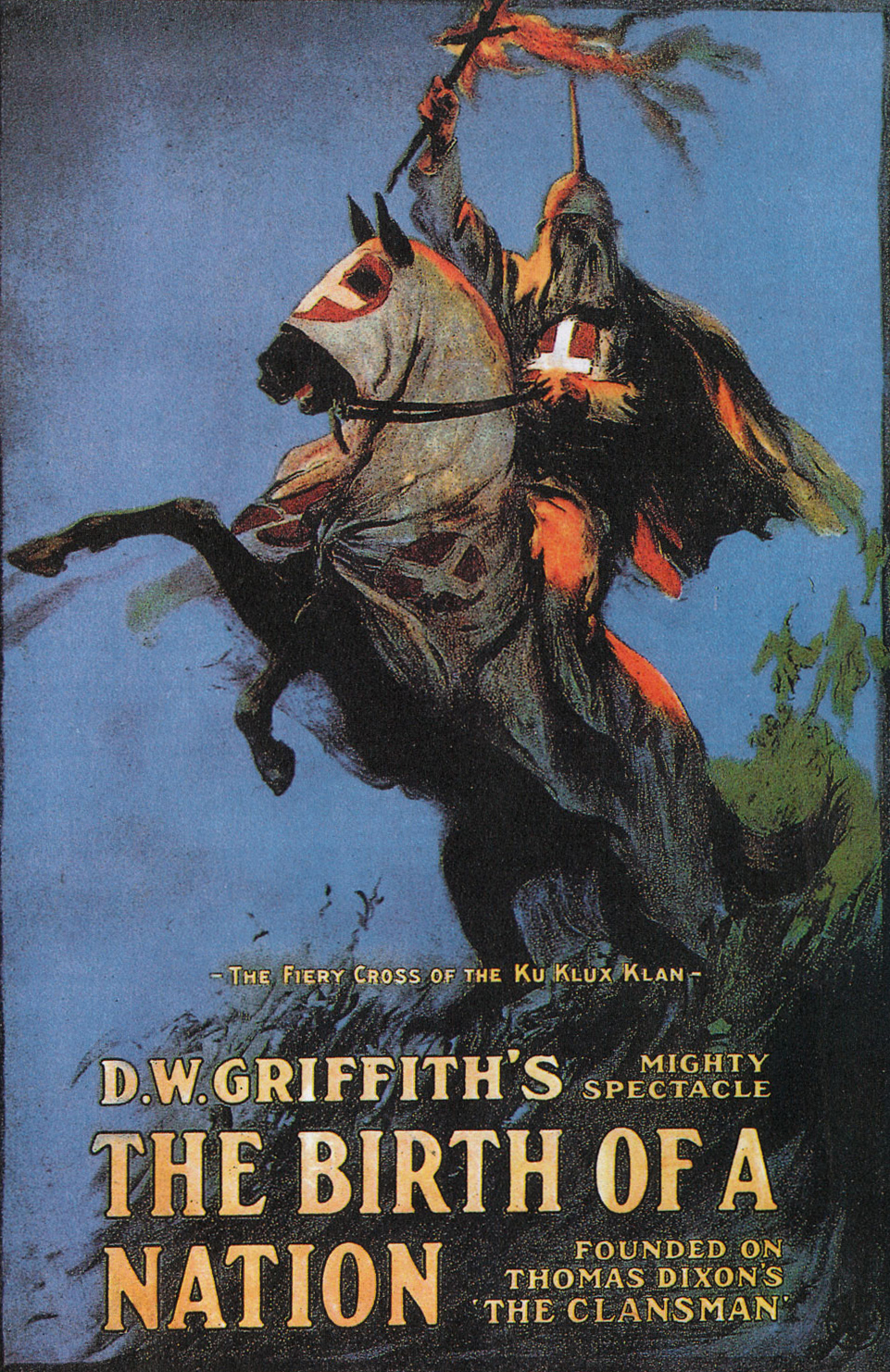
L'affiche du film Naissance d'une nation (1915).

L'émoi provoqué par l'assassinat de Lincoln a marqué durablement la conscience collective américaine. Outre son évocation dans de nombreuses œuvres littéraires, il a beaucoup inspiré les cinéastes, parmi lesquels :
- The Toll of War (1913) de Francis Ford, The Life of Abraham Lincoln (1915) de Langdon West, Naissance d'une nation (1915) de D. W. Griffith et The Dramatic Life of Abraham Lincoln (1924) de Phil Rosen, qui sont sans doute les premiers films retraçant la vie et l'assassinat du président.
- Je n'ai pas tué Lincoln (The prisonner of Shark Island, 1936), film de John Ford sur le Dr Samuel Mudd qui commence par l'assassinat du président Lincoln.
- The Lincoln Conspiracy (1977), film de James L. Conway dont l'intrigue se fonde sur l'hypothèse que l'assassinat était une conspiration de grande ampleur impliquant des membres du gouvernement, et que l'homme tué à la ferme des Garrett n'est pas Booth.
- Benjamin Gates et le Livre des secrets (2007), film de Jon Turteltaub où reparaît une page perdue du journal de Booth et qui commence par l'assassinat de Lincoln.
- La Conspiration (2011) de Robert Redford. Dans ce film consacré à l'assassinat d'Abraham Lincoln et le procès militaire qui s'ensuit, Robert Redford se focalise sur les conséquences d’un meurtre politique et sur le sort de Mary Surratt accusée de complicité pour avoir hébergé l’auteur du crime, John Wilkes Booth. Un jeune avocat, Frederick Aiken accepte de défendre Mary Surratt. Il prend alors conscience que sa cliente pourrait être innocente et n’être qu’un appât dans le but de capturer le seul conspirateur qui ait échappé à une redoutable chasse à l’homme : son propre fils.

Lincoln était à son époque l'un des hommes d'État qui s'intéressaient le moins à la musique, incapable qu'il était de lire une partition, de jouer d'un instrument ou même de chanter. Pourtant, une symphonie, des requiems ainsi que des œuvres chorales ont été dédiées à sa mémoire. En 2008, Eric Sawyer et John Shoptaw présentèrent même la première de leur opéra Our American Cousin qui retrace les événements entourant l'assassinat de Lincoln, vus par les yeux des acteurs et du public le soir de l'attentat.

## Documentaire
- Les derniers jours d'Abraham Lincoln (Lincolns letzter Tag), de Wilfried Hauke (2009) : Documentaire en deux épisodes qui retrace la dernière journée d'Abraham Lincoln ainsi que la traque de John Wilkes Booth, entrecoupé de flashbacks sur sa carrière.

## Légende urbaine
À la suite de l'assassinat de John F. Kennedy le G.O.P. Congressional Committee Newsletter a lancé une légende urbaine sous forme de comparaisons entre l'assassinat de Lincoln et celui de Kennedy et en y trouvant plusieurs coïncidences. Coïncidences relayées par plusieurs médias et dont certains auteurs, comme Jonathan C. Smith, ont montré le caractère aléatoire.